# 福岡県済生会福岡総合病院
福岡県済生会福岡総合病院（ふくおかけんさいせいかいふくおかそうごうびょういん）は福岡市中央区天神にある、恩賜財団済生会が運営する医療機関である。歌手・女優の美空ひばりが入院していたことや、元広島東洋カープの投手・津田恒実、元日本相撲協会理事長・北の湖敏満を看取ったことなどで知られる。地域がん診療連携拠点病院であり、救命救急センターを設置している。
1919年（大正8年）3月15日に開設され、2019年（令和元年）3月15日に開設100周年をむかえた。

## 診療科目
- 内科
- 外科
- 循環器科
- 消化器科
- 呼吸器科
- 心療内科
- 精神科
- 小児科
- 呼吸器外科
- 脳神経外科
- 形成外科
- 整形外科
- 皮膚科
- 泌尿器科
- 産婦人科
- 眼科
- 耳鼻咽喉科
- 放射線科
- 神経内科
- 麻酔科

## 交通アクセス
- 西鉄天神大牟田線西鉄福岡（天神）駅より徒歩3分
- 福岡市地下鉄空港線天神駅より徒歩5分
- 福岡市地下鉄七隈線天神南駅より徒歩1分